# Patagioenas squamosa
Patagioenas squamosa е вид птица от семейство Гълъбови (Columbidae).

## Разпространение
Видът е разпространен в Ангуила, Антигуа и Барбуда, Аруба, Американските Вирджински острови, Барбадос, Бонер, Синт Еустациус, Саба, Британските Вирджински острови, Венецуела, Гренада, Гваделупа, Доминика, Доминиканската република, Кайманови острови, Куба, Кюрасао, Мартиника, Монсерат, Малки далечни острови на САЩ, Пуерто Рико, Сейнт Китс и Невис, Сейнт Лусия, Сен Мартен, Сейнт Винсент и Гренадини, САЩ и Хаити.